# Basketball Africa League 2022
La Basketball Africa League 2022 è stata la seconda edizione della Basketball Africa League. Il campionato è stato organizzato dalla NBA in collaborazione con la FIBA.

## Qualificazioni
Tutte le squadre vincitrici di ogni campionato nazionale africano, hanno partecipato alle qualificazioni per ottenere uno dei dodici posti a disposizione. Dei dodici posti, sei sono stati assegnati di ufficio alle squadre vincitrici del campionato angolano, egiziano, marocchino, ruandese, senegalese e tunisino. Le altre sei squadre si sono invece qualificate tramite il torneo di qualificazione.

### Qualificazione diretta
La FIBA ha annunciato che le sei squadre delle nazioni ospitanti, si sono qualificate direttamente al torneo;
| N° | Nazione | Squadra        | Note                   |
| -- | ------- | -------------- | ---------------------- |
| 1  | Angola  | Petro Atlético | Qualificazione diretta |
| 2  | Egitto  | Zamalek        | Qualificazione diretta |
| 3  | Marocco | A.S. Salé      | Qualificazione diretta |

| N° | Nazione | Squadra       | Note                   |
| -- | ------- | ------------- | ---------------------- |
| 4  | Ruanda  | REG           | Qualificazione diretta |
| 5  | Senegal | DUC           | Qualificazione diretta |
| 6  | Tunisia | U.S. Monastir | Qualificazione diretta |

### Tornei di qualificazione
Tutti i membri della FIBA Africa hanno potuto scegliere una squadra da iscrivere ai tornei di qualificazione per questa edizione. Un totale di 25 squadre hanno partecipato al primo turno di qualificazione.
| N° | Nazione            | Squadra         | Note        |
| -- | ------------------ | --------------- | ----------- |
| 1  | Algeria            | WA Boufarik     | Ritirata    |
| 2  | Benin              | ASPAC           |             |
| 3  | Burkina Faso       | AOA             | Ritirata    |
| 4  | Burundi            | New Star        |             |
| 5  | Camerun            | FAP             | Qualificata |
| 6  | Capo Verde         | Prédio          | Ritirata    |
| 7  | Costa d'Avorio     | SOA             |             |
| 8  | Etiopia            | Hawassa City    | Ritirata    |
| 9  | Guinea             | SLAC            | Qualificata |
| 10 | Guinea Equatoriale | Malabo Kings    | Ritirata    |
| 11 | Kenya              | Ulinzi Warriors |             |
| 12 | Madagascar         | ASCUT           |             |
| 13 | Malawi             | Brave Hearts    |             |

| N° | Nazione            | Squadra              | Note        |
| -- | ------------------ | -------------------- | ----------- |
| 14 | Mali               | A.S. Police          |             |
| 15 | Mauritius          | Roche-Bois Warriors  |             |
| 16 | Mozambico          | Ferroviário da Beira | Qualificata |
| 17 | Niger              | A.S. Nigelec         |             |
| 18 | RD del Congo       | Espoir Fukash        | Qualificata |
| 19 | Rep. Centrafricana | Tondema              |             |
| 20 | Sudafrica          | Cape Town Tigers     | Qualificata |
| 21 | Sudan del Sud      | Cobra                | Qualificata |
| 22 | Tanzania           | Kurasini Heat        |             |
| 23 | Uganda             | City Oilers          |             |
| 24 | Zambia             | Matero Magic         |             |
| 25 | Zimbabwe           | Mercenaries          | Ritirata    |

## Squadre partecipanti
| Squadra              | Città                                      | Allenatore       | Capitano           |
| -------------------- | ------------------------------------------ | ---------------- | ------------------ |
| A.S. Salé            | Salé, Marocco                              | Liz Mills        | Yassine El Mahsini |
| Cape Town Tigers     | Città del Capo, Sudafrica                  | Relton Booysen   | Pieter Prinsloo    |
| Cobra Sport          | Giuba, Sudan del Sud                       | Manny Berberi    | Jared Harrington   |
| DUC Dakar            | Dakar, Senegal                             | Parfait Adjivon  | Abel Diop          |
| Espoir Fukash        | Kinshasa, Repubblica Democratica del Congo | Raven Mwimba     | Rolly Fula         |
| FAP                  | Yaoundé, Camerun                           | François Enyegue | Ebaku Akumenzoh    |
| Ferroviário da Beira | Beira, Mozambico                           | Luis Lopez       | Armando Baptista   |
| Petro Atlético       | Luanda, Angola                             | José Alves Neto  | Carlos Morais      |
| REG                  | Kigali, Ruanda                             | Robert Pack      | Elie Kage          |
| SLAC                 | Conakry, Guinea                            | Željko Zečević   | Mamady Keita       |
| U.S. Monastir        | Monastir, Tunisia                          | Miodrag Perišić  | Radhouane Slimane  |
| Zamalek              | Il Cairo, Egitto                           | Will Voigt       | Moustafa Kejo      |

### Giocatori stranieri
Ad ogni squadra partecipante è stato permesso di avere quattro giocatori stranieri nel suo roster, di cui solo due non africani.
| Squadra              | Giocatore 1 (africano) | Giocatore 2 (africano) | Giocatore 3      | Giocatore 4                                  | BAL Elevate (dalla NBA Academy Africa) |
| -------------------- | ---------------------- | ---------------------- | ---------------- | -------------------------------------------- | -------------------------------------- |
| A.S. Salé            | Abdoulaye Harouna      | Ousmane Drame          | Terrell Stoglin  | Álvaro Calvo                                 | Nadir Bennis                           |
| Cape Town Tigers     | Myck Kabongo           | Evans Ganapamo         | Billy Preston    | Cleanthony Early (sostituisce Jamel Artis)   | Matar Diop                             |
| Cobra Sport          | Tom Wamukota           | -                      | Jared Harrington | Leon Hampton                                 | Khaman Maluach                         |
| DUC                  | Abraham Sie            | Chadrack Lufile        | Hameed Ali       | Jordan Aboudou                               | Babacar Sané                           |
| Espoir Fukash        | -                      | -                      | Narcisse Ambanza | -                                            | Emmanuel Okorafor                      |
| FAP                  | Joel Almeida           | Abou Diallo            | Tyjhai Byers     | Deshaun Norman                               | Ulrich Chomche                         |
| Ferroviário da Beira | -                      | -                      | Will Perry       | Jermell Kennedy                              | Rueben Chinyelu                        |
| Petro de Luanda      | Anderson Correia       | -                      | E.C. Matthews    | -                                            | Thierry Darlan                         |
| REG                  | Pitchou Kambuy Manga   | Abdoulaye N'Doye       | Cleveland Thomas | Anthony Walker                               | Joy Ighovodja                          |
| SLAC                 | Josh Nzeakor           | Chris Obekpa           | Dane Miller      | Malcolm Griffin (sostituisce Chris Crawford) | Serigne Mbaye                          |
| US Monastir          | Souleyman Diabaté      | Ater Majok             | Michael Dixon    | Julius Coles                                 | Charles Loic Onana                     |
| Zamalek              | D.J. Strawberry        | Ike Diogu              | Édgar Sosa       | Mikh McKinney                                | Khadim Rassoul Mboup                   |

## Sedi
La Kigali Arena di Kigali viene scelta come sede delle Final Four, come nell'edizione precedente.
| Arena                              | Capacità | Città            |
| ---------------------------------- | -------- | ---------------- |
| Dakar Arena                        | 15 000   | Dakar, Senegal   |
| Cairo Stadium Indoor Halls Complex | 16 500   | Il Cairo, Egitto |
| Kigali Arena (Final Four)          | 10 000   | Kigali, Ruanda   |

## Fase a gironi
La fase a gironi ha avuto inizio il 5 marzo e si è conclusa il 19 aprile 2022. La fase a gironi è divisa in due conference di sei squadre ognuna. Ogni squadra gioca cinque partite, una contro ognuna delle altre formazioni, le prime quattro squadre di ogni girone si sono qualificate per le Final 8.

### Sahara Conference
| Pos. | Squadra              | Pt | G | V | P | PF  | PS  | DP  | SD  |
| ---- | -------------------- | -- | - | - | - | --- | --- | --- | --- |
| 1.   | REG                  | 9  | 5 | 4 | 1 | 431 | 423 | +8  | 1-0 |
| 2.   | U.S. Monastir        | 8  | 5 | 4 | 1 | 397 | 355 | +42 | 0-1 |
| 3.   | AS Salé              | 8  | 5 | 3 | 2 | 454 | 438 | +16 |     |
| 4.   | SLAC                 | 7  | 5 | 2 | 3 | 392 | 394 | -2  |     |
| 5.   | Ferroviário da Beira | 7  | 5 | 1 | 4 | 416 | 448 | -32 | 1-0 |
| 6.   | DUC                  | 6  | 5 | 1 | 4 | 402 | 434 | -32 | 0-1 |

### Nile Conference
| Pos. | Squadra          | Pt | G | V | P | PF  | PS  | DP  | SD  |
| ---- | ---------------- | -- | - | - | - | --- | --- | --- | --- |
| 1.   | Zamalek          | 10 | 5 | 5 | 0 | 444 | 367 | +77 |     |
| 2.   | Petro Atlético   | 9  | 5 | 4 | 1 | 421 | 326 | +95 |     |
| 3.   | Cape Town Tigers | 7  | 5 | 2 | 3 | 386 | 436 | -50 | 1-0 |
| 4.   | FAP              | 7  | 5 | 2 | 3 | 341 | 347 | -6  | 0-1 |
| 5.   | Cobra Sport      | 6  | 5 | 1 | 4 | 370 | 408 | -38 | 1-0 |
| 6.   | Espoir Fukash    | 6  | 5 | 1 | 4 | 394 | 472 | -68 | 0-1 |

## Play-off
In base ai risultati della fase a gironi, le otto squadre qualificate sono state inserite nel tabellone dei play-off. Tutte le partite si sono giocate in gare ad eliminazione diretta.
I play-off hanno avuto inizio il 21 maggio e si sono concludi il 28 maggio con la finale.